# Santosh Yadav
Pour les articles homonymes, voir Yadav (homonymie).
Santosh Yadav est une alpiniste indienne. Elle est la première femme au monde à gravir le Mont Everest à deux reprises, et également la première à avoir gravi le mont Everest par la Face du Kangshung. Elle réussit l'ascension du  Mont Everest une première fois en mai 1992, puis de nouveau en mai 1993. Elle est née dans le village de Joniawas  dans le district de Rewari dans l'Haryana. Durant sa première mission Everest de 1992 elle sauve la vie d'un autre grimpeur, Mohan Singh, en partageant de l'oxygène avec lui.

## Enfance et formation
Elle vient d'une famille aisée du village de Joniyawas dans le district de Rewari, dans l'état Indien de Haryana et a cinq frères. Elle a étudié au Maharani College de Jaipur, où elle côtoie les alpinistes de sa chambre. Cela lui donne  envie de rejoindre l'Institut Nehru de l'Alpinisme tout en préparant son examen pour les Services Administratifs Indiens dans un hôtel fourni par la Fédération Indienne de l'Alpinisme de la Place Connaught à New Delhi.
Âgée de 20 ans, en 1992, Yadav réussit l'ascension de l'Everest et devient la plus jeune femme au monde à réaliser cet exploit. Dans les douze mois suivants, elle devient membre d'une expédition indo-népalaise de femmes, et gravit l'Everest une seconde fois, établissant ainsi le record d'être la seule femme à avoir escaladé l'Everest à deux reprises. Elle est actuellement officière de police à la frontière indo-tibétaine. En 1989 elle fait partie d'une expédition sur le massif du Nun-Kun avec des ressortissants de 9 pays[réf. nécessaire].
Yadav reçoit le Padma Shri en 2000.

## Expéditions
- En 1999, Santosh Yadav dirige une expédition d'alpinisme  Indienne à la Face Kangshung, à l'Everest[3].
- En 2001, elle dirige une équipe d'alpinisme à Face Est, Mt. Everest[3].